# Muhammad Khan (Ilkhanide)
Muḥammad Khān (in persiano ﻣﺤﻤﺪ ﺧﺎﻥ‎; ... – luglio 1338) è stato un Īlkhān mongolo di Persia.

## Biografia
Pretendente al trono ilkhanide, era bis-nipote di Mengu Timur, uno dei figli di Hulegu. Durante il caos istituzionale seguito alla morte di Abū Saʿīd nel 1335, il jalayiride Ḥasan-e Bozorg innalzò al trono Muḥammad Khān, ancora giovinetto, per legittimare il proprio ruolo di governante di Baghdad.
In una battaglia che ebbe luogo il 26 luglio 1336, Ḥasan-e Bozorg e Muḥammad Khān sconfissero le forze di ʿAlī Pādshāh e del suo Ilkhan fantoccio, Mūsā. Ḥasan-e Bozorg insediò allora il suo protetto a Tabriz. Nel giro di poco tempo i due rafforzarono la loro presa sulla Persia occidentale, ma la comparsa del Chupanide Ḥasan Kuçek guastò i loro piani. Le due forze contendenti si scontrarono il 16 luglio 1338 nella regione di Alataq e Ḥasan-e Bozorg e Muḥammad Khān furono sconfitti. Dopo la fuga di Ḥasan-e Bozorg, Muḥammad Khān fu fatto prigionieri e giustiziato dai vincitori chupanidi.